# El Zapote, Soledad de Graciano Sánchez
El Zapote är en ort i Mexiko.   Den ligger i kommunen Soledad de Graciano Sánchez och delstaten San Luis Potosí, i den centrala delen av landet, 400 km nordväst om huvudstaden Mexico City. El Zapote ligger 1 848 meter över havet och antalet invånare är 920.
Terrängen runt El Zapote är en högslätt. Runt El Zapote är det tätbefolkat, med 550 invånare per kvadratkilometer. Närmaste större samhälle är San Luis Potosí, 8,8 km sydväst om El Zapote. Trakten runt El Zapote består till största delen av jordbruksmark.